# Primera B de Chile 2023
La Primera B de Chile 2023, en su momento conocido como «Ascenso Betsson 2023», rebautizado como «Campeonato Ascenso 2023», fue la 74.º edición de la segunda categoría del fútbol chileno. El campeonato lo organiza la Asociación Nacional de Fútbol Profesional.
Las novedades para este torneo, son el regreso de Deportes La Serena y Deportes Antofagasta, luego de 3 y 11 años respectivamente, de jugar en la Primera División, además de la vuelta de San Marcos de Arica, que regresa también a la categoría, luego de estar 1 año en la Segunda División Profesional. Otra novedad es que la Fase Regular terminó entre el 14 y el 15 de octubre, días antes de que empiecen los Juegos Panamericanos de Santiago 2023, comenzando la liguilla una vez finalizados los mencionados juegos.

## Sistema
Se jugarán 30 fechas, bajo el sistema conocido como todos contra todos, en dos ruedas de 15 fechas cada una. En este torneo se observará el sistema de puntos, de acuerdo a la reglamentación de la Internacional F.A. Board, asignándose tres puntos, al equipo que resulte ganador; un punto, a cada uno en caso de empate; y cero puntos al perdedor.
El orden de clasificación de los equipos, se determinará en una tabla de cómputo general, de la siguiente manera:
- 1) Mayor cantidad de puntos
- 2) Mayor diferencia de goles a favor y en contra; en caso de igualdad;
- 3) mayor cantidad de partidos ganados; en caso de igualdad;
- 4) Mayor cantidad de goles convertidos; en caso de igualdad;
- 5) Mayor cantidad de goles de visita marcados; en caso de igualdad;
- 6) Menor cantidad de tarjetas rojas recibidas; en caso de igualdad;
- 7) Menor cantidad de tarjetas amarillas recibidas; en caso de igualdad;
- 8) Sorteo.

En cuanto al campeón del torneo, se definirá de acuerdo al siguiente sistema:
- A) Mayor cantidad de puntos obtenidos; en caso de igualdad;
- B) Partido de definición en cancha neutral.

En caso de que la igualdad sea de más de dos equipos, esta se dejará reducida a dos clubes, de acuerdo al orden de clasificación de los equipos determinado anteriormente.
El equipo que finaliza en el primer lugar de la tabla, tras el término de la Fase Regular, se coronará campeón y ascenderá de manera directa a la Primera División, para el año 2024. El segundo cupo de ascenso a la Primera División, para el año 2024, la disputarán en partidos de ida y vuelta, el equipo que obtenga el subcampeonato, tras la Fase Regular y una liguilla, que la disputarán los equipos que terminen del 3.ᵉʳ al 8.º lugar de la tabla.
El equipo que finalice en el último lugar de la tabla descenderá automáticamente a la Segunda División Profesional para el año 2024, siendo reemplazado por el equipo, que se consagre campeón del torneo de la categoría señalada.

## Árbitros
Esta es la lista de árbitros del torneo de la Primera B, de la temporada 2023. Los árbitros de la Primera División, pueden arbitrar en el principio de este torneo, siempre y cuando no sean designados, para arbitrar en una fecha del campeonato de la categoría mencionada. Los árbitros que aparecen en la lista, pueden dirigir en las otras dos categorías profesionales, si la ANFP así lo estime conveniente. 
| Árbitros          | Edad    | Categoría |
| ----------------- | ------- | --------- |
| Reinerio Alvarado | 31 años |           |
| Cristián Andaur   | 46 años |           |
| Fabián Aracena    | 40 años |           |
| Claudio Aranda    | 52 años |           |
| Franco Arrué      | 47 años |           |
| Patricio Blanca   | 44 años |           |
| Claudio Cevasco   | 34 años |           |
| Claudio Díaz      | 35 años |           |
| Emerson Domínguez | 38 años |           |
| Cristián Droguett | 43 años |           |
| Cristián Galaz    | 36 años |           |
| Angelo Hermosilla | 46 años |           |
| Felipe Jara       | 40 años |           |
| Franco Jiménez    | 35 años |           |
| Jorge Oses        | 31 años |           |
| Gastón Philippe   | 32 años |           |
| Nicolás Pozo      | 34 años |           |
| Mathias Riquelme  | 32 años |           |
| Dione Rissios     | 35 años |           |
| Rafael Troncoso   | 48 años |           |
| Diego Vidal       | 35 años |           |

## Relevos
| Pos   | a Primera División |
| ----- | ------------------ |
| 1.er  | Magallanes         |
| Prom. | Deportes Copiapó   |

| Pos  | a Primera B          |
| ---- | -------------------- |
| 15.º | Deportes La Serena   |
| 16.º | Deportes Antofagasta |

| Pos   | a Primera División |
| ----- | ------------------ |
| 1.er  | Magallanes         |
| Prom. | Deportes Copiapó   |

| Pos  | a Primera B          |
| ---- | -------------------- |
| 15.º | Deportes La Serena   |
| 16.º | Deportes Antofagasta |

| Pos  | a Primera B         |
| ---- | ------------------- |
| 1.er | San Marcos de Arica |

| Pos  | a Segunda División |
| ---- | ------------------ |
| 17.º | Fernández Vial     |
| 17.º | Deportes Melipilla |

| Pos  | a Primera B         |
| ---- | ------------------- |
| 1.er | San Marcos de Arica |

| Pos  | a Segunda División |
| ---- | ------------------ |
| 17.º | Fernández Vial     |
| 17.º | Deportes Melipilla |

## Localización
| Equipo                    | Región             | Ciudad       |
| ------------------------- | ------------------ | ------------ |
| San Marcos de Arica       | Arica y Parinacota | Arica        |
| Deportes Iquique          | Tarapacá           | Iquique      |
| Cobreloa                  | Antofagasta        | Calama       |
| Deportes Antofagasta      | Antofagasta        | Antofagasta  |
| Deportes La Serena        | Coquimbo           | La Serena    |
| San Luis de Quillota      | Valparaíso         | Quillota     |
| Santiago Wanderers        | Valparaíso         | Valparaíso   |
| Unión San Felipe          | Valparaíso         | San Felipe   |
| Barnechea                 | Metropolitana      | Lo Barnechea |
| Deportes Recoleta         | Metropolitana      | Recoleta     |
| Santiago Morning          | Metropolitana      | La Pintana   |
| Deportes Santa Cruz       | O'Higgins          | Santa Cruz   |
| Rangers                   | Maule              | Talca        |
| Universidad de Concepción | Biobío             | Concepción   |
| Deportes Temuco           | Araucanía          | Temuco       |
| Deportes Puerto Montt     | Los Lagos          | Puerto Montt |

| Barnechea Deportes Recoleta Santiago Morning |

## Información
| Equipo                    | Entrenador          | Estadio                   | Capacidad | Proveedor | Auspiciador        |
| ------------------------- | ------------------- | ------------------------- | --------- | --------- | ------------------ |
| Barnechea                 | Antonio Martínez    | Municipal de Lo Barnechea | 2.500     | Capelli   | Latamwin           |
| Cobreloa                  | Emiliano Astorga    | Zorros del Desierto       | 15.000    | KS7       | Finning CAT        |
| Deportes Antofagasta      | John Armijo         | Calvo y Bascuñán          | 21.100    | Claus-7   | Minera Escondida   |
| Deportes Iquique          | Miguel Ponce        | Tierra de Campeones       | 13.171    | Rete      | Collahuasi         |
| Deportes La Serena        | Juan Luvera         | La Portada                | 17.134    | Macron    | Tonybet            |
| Deportes Puerto Montt     | Felipe Cornejo      | Chinquihue                | 10.000    | KS7       | PF Alimentos       |
| Deportes Recoleta         | Luis Landeros       | Leonel Sánchez            | 2.000     | Training  | Elías Mazú         |
| Deportes Santa Cruz       | Hernán Peña         | Joaquín Muñoz             | 6.000     | OneFit    | CALS               |
| Deportes Temuco           | Román Cuello        | Germán Becker             | 18.000    | M11       | Rosen              |
| Rangers                   | Germán Cavalieri    | Fiscal de Talca           | 16.000    | Playmaker | PF Alimentos       |
| San Luis de Quillota      | Francisco Bozán     | Lucio Fariña              | 7.700     | Acerbis   | Aspillaga Hornauer |
| San Marcos de Arica       | Víctor Barría       | Carlos Dittborn           | 10.000    | Dittborn  | TPA                |
| Santiago Morning          | Luis Marcoleta      | Municipal de La Pintana   | 5.000     | KS7       | Latamwin           |
| Santiago Wanderers        | Francisco Palladino | Elías Figueroa            | 21.568    | Macron    | Ibet               |
| Unión San Felipe          | Víctor Rivero       | Javier Muñoz              | 10.000    | Claus-7   | GAET Ingeniería    |
| Universidad de Concepción | Miguel Ramírez      | Ester Roa                 | 33.000    | Capelli   | Kino               |

## Clasificación
| Pos. | Equipo                    | Pts. | PJ | G  | E  | P  | GF | GC | Dif. |  |
| ---- | ------------------------- | ---- | -- | -- | -- | -- | -- | -- | ---- |  |
| 1    | Cobreloa (C, A)           | 54   | 30 | 16 | 6  | 8  | 41 | 30 | +11  |  |
| 2    | Deportes Iquique (A)      | 52   | 30 | 14 | 10 | 6  | 54 | 39 | +15  |  |
| 3    | Santiago Wanderers        | 51   | 30 | 14 | 9  | 7  | 37 | 28 | +9   |  |
| 4    | Deportes Temuco           | 50   | 30 | 14 | 8  | 8  | 39 | 36 | +3   |  |
| 5    | Deportes Antofagasta      | 46   | 30 | 14 | 4  | 12 | 50 | 38 | +12  |  |
| 6    | San Luis de Quillota      | 44   | 30 | 12 | 8  | 10 | 43 | 31 | +12  |  |
| 7    | Deportes La Serena        | 44   | 30 | 13 | 5  | 12 | 38 | 39 | −1   |  |
| 8    | Unión San Felipe          | 41   | 30 | 11 | 8  | 11 | 40 | 34 | +6   |  |
| 9    | Barnechea                 | 41   | 30 | 11 | 8  | 11 | 40 | 41 | −1   |  |
| 10   | San Marcos de Arica       | 40   | 30 | 11 | 7  | 12 | 51 | 52 | −1   |  |
| 11   | Rangers                   | 36   | 30 | 10 | 6  | 14 | 35 | 47 | −12  |  |
| 12   | Santiago Morning          | 34   | 30 | 9  | 7  | 14 | 32 | 38 | −6   |  |
| 13   | Universidad de Concepción | 34   | 30 | 9  | 7  | 14 | 35 | 48 | −13  |  |
| 14   | Deportes Santa Cruz       | 33   | 30 | 8  | 9  | 13 | 27 | 36 | −9   |  |
| 15   | Deportes Recoleta         | 30   | 30 | 7  | 9  | 14 | 34 | 43 | −9   |  |
| 16   | Deportes Puerto Montt (D) | 30   | 30 | 7  | 9  | 14 | 25 | 41 | −16  |  |

Actualizado a los partidos jugados el 15 de octubre de 2023.
 Fuente: Campeonato Chileno
     Campeón. Asciende a la Primera División.
     Subcampeón. Accede a la Semifinal de los Play-Offs.
     Accede a los Play-Offs.
     Desciende a la Segunda División.
| Sanciones                                                     |
| ------------------------------------------------------------- |
| - Bonificación para Deportes Iquique (vs. Deportes La Serena) |

## Evolución
| Equipo / Fecha            | 01   | 02   | 03   | 04   | 05   | 06   | 07   | 08   | 09   | 10   | 11   | 12   | 13   | 14   | 15   | 16   | 17   | 18   | 19   | 20   | 21   | 22   | 23   | 24   | 25   | 26   | 27   | 28   | 29   | 30   |
| ------------------------- | ---- | ---- | ---- | ---- | ---- | ---- | ---- | ---- | ---- | ---- | ---- | ---- | ---- | ---- | ---- | ---- | ---- | ---- | ---- | ---- | ---- | ---- | ---- | ---- | ---- | ---- | ---- | ---- | ---- | ---- |
| Cobreloa                  | 4.º  | 5.°  | 9.°  | 11.° | 7.°  | 9.°  | 7.°  | 7.°  | 6.°  | 3.°  | 3.°  | 4.°  | 3.°  | 5.°  | 3.°  | 4.°  | 5.°  | 8.°  | 6.°  | 6.°  | 4.°  | 6.°  | 8.°  | 8.°  | 8.°  | 8.°  | 1.°  | 1.°  | 1.°  | 1.°  |
| Deportes Iquique          | 2.°  | 1.°  | 2.°  | 2.°  | 2.°  | 2.°  | 4.°  | 5.°  | 5.°  | 7.°  | 9.°  | 9.°  | 6.°  | 6.°  | 6.°  | 3.°  | 3.°  | 1.°  | 3.°  | 4.°  | 6.°  | 5.°  | 2.°  | 2.°  | 2.°  | 2.°  | 4.°  | 6.°  | 3.°  | 2.°  |
| Santiago Wanderers        | 9.°  | 12.° | 7.°  | 7.°  | 11.° | 7.°  | 10.° | 11.° | 11.° | 9.°  | 8.°  | 8.°  | 7.°  | 8.°  | 8.°  | 8.°  | 8.°  | 7.°  | 8.°  | 7.°  | 7.°  | 4.°  | 5.°  | 7.°  | 7.°  | 5.°  | 3.°  | 2.°  | 2.°  | 3.°  |
| Deportes Temuco           | 8.°  | 8.°  | 6.°  | 9.°  | 5.°  | 4.°  | 3.°  | 4.°  | 3.°  | 5.°  | 5.°  | 3.°  | 5.°  | 4.°  | 5.°  | 6.°  | 6.°  | 4.°  | 7.°  | 8.°  | 8.°  | 8.°  | 6.°  | 4.°  | 3.°  | 3.°  | 5.°  | 3.°  | 4.°  | 4.°  |
| Deportes Antofagasta      | 15.° | 15.° | 16.° | 12.° | 12.° | 8.°  | 11.° | 6.°  | 8.°  | 4.°  | 4.°  | 5.°  | 4.°  | 3.°  | 4.°  | 5.°  | 4.°  | 5.°  | 4.°  | 5.°  | 2.°  | 1.°  | 1.°  | 1.°  | 1.°  | 1.°  | 2.°  | 4.°  | 5.°  | 5.°  |
| San Luis de Quillota      | 3.°  | 2.°  | 4.°  | 3.°  | 1.°  | 3.°  | 2.°  | 1.°  | 1.°  | 1.°  | 2.°  | 1.°  | 1.°  | 2.°  | 1.°  | 2.°  | 2.°  | 3.°  | 2.°  | 3.°  | 5.°  | 7.°  | 7.°  | 5.°  | 6.°  | 7.°  | 7.°  | 5.°  | 6.°  | 6.°  |
| Deportes La Serena        | 5.°  | 3.°  | 1.°  | 1.°  | 3.°  | 1.°  | 1.°  | 2.°  | 2.°  | 2.°  | 1.°  | 2.°  | 2.°  | 1.°  | 2.°  | 1.°  | 1.°  | 2.°  | 1.°  | 1.°  | 1.°  | 2.°  | 3.°  | 6.°  | 4.°  | 4.°  | 6.°  | 7.°  | 8.°  | 7.°  |
| Unión San Felipe          | 14.° | 16.° | 10.° | 6.°  | 10.° | 12.° | 9.°  | 10.° | 7.°  | 8.°  | 7.°  | 6.°  | 8.°  | 7.°  | 7.°  | 7.°  | 7.°  | 6.°  | 5.°  | 2.°  | 3.°  | 3.°  | 4.°  | 3.°  | 5.°  | 6.°  | 8.°  | 8.°  | 7.°  | 8.°  |
| Barnechea                 | 16.° | 6.°  | 5.°  | 4.°  | 8.°  | 10.° | 12.° | 14.° | 12.° | 13.° | 14.° | 12.° | 12.° | 10.° | 11.° | 10.° | 11.° | 10.° | 9.°  | 9.°  | 10.° | 10.° | 10.° | 10.° | 10.° | 9.°  | 9.°  | 9.°  | 9.°  | 9.°  |
| San Marcos de Arica       | 12.° | 14.° | 15.° | 16.° | 15.° | 14.° | 15.° | 13.° | 14.° | 11.° | 11.° | 10.° | 11.° | 13.° | 9.°  | 9.°  | 9.°  | 9.°  | 11.° | 10.° | 9.°  | 9.°  | 9.°  | 9.°  | 9.°  | 10.° | 10.° | 10.° | 10.° | 10.° |
| Rangers                   | 10.° | 9.°  | 12.° | 13.° | 13.° | 11.° | 8.°  | 3.°  | 4.°  | 6.°  | 6.°  | 7.°  | 9.°  | 9.°  | 10.° | 11.° | 10.° | 11.° | 13.° | 12.° | 11.° | 13.° | 12.° | 13.° | 13.° | 12.° | 13.° | 12.° | 11.° | 11.° |
| Santiago Morning          | 1.°  | 4.°  | 3.°  | 5.°  | 4.°  | 6.°  | 6.°  | 9.°  | 10.° | 12.° | 13.° | 11.° | 13.° | 14.° | 14.° | 14.° | 14.° | 14.° | 15.° | 15.° | 13.° | 14.° | 14.° | 16.º | 15.° | 14.° | 14.° | 13.° | 12.° | 12.° |
| Universidad de Concepción | 11.° | 13.° | 14.° | 15.° | 16.° | 16.° | 16.° | 16.° | 16.° | 16.° | 16.° | 16.° | 16.° | 16.° | 16.° | 16.° | 16.° | 15.° | 14.° | 14.° | 15.° | 12.° | 13.° | 12.° | 11.° | 13.° | 12.° | 14.° | 14.° | 13.° |
| Deportes Santa Cruz       | 7.°  | 7.°  | 11.° | 10.° | 6.°  | 5.°  | 5.°  | 8.°  | 9.°  | 10.° | 10.° | 13.° | 10.° | 12.° | 13.° | 13.° | 13.° | 12.° | 12.° | 13.° | 12.° | 11.° | 11.° | 11.  | 12.° | 11.° | 11.° | 11.° | 13.° | 14.° |
| Deportes Recoleta         | 13.° | 11.° | 8.°  | 8.°  | 9.°  | 13.° | 14.° | 12.° | 13.° | 14.° | 15.° | 15.° | 14.° | 11.° | 12.° | 12.° | 12.° | 13.° | 10.° | 11.° | 14.° | 15.° | 15.° | 15.° | 14.° | 16.° | 16.° | 15.° | 15.° | 15.° |
| Deportes Puerto Montt     | 6.°  | 10.° | 13.° | 14.° | 14.° | 15.° | 13.° | 15.° | 15.° | 15.° | 12.° | 14.° | 15.° | 15.° | 15.° | 15.° | 15.° | 16.° | 16.° | 16.° | 16.° | 16.° | 16.° | 14.° | 16.° | 15.° | 15.° | 16.° | 16.° | 16.° |

## Resultados
- Los horarios corresponden al huso horario de Chile: UTC-4 en horario estándar y UTC-3 en horario de verano.

### Primera rueda
| Fecha 1               | Fecha 1   | Fecha 1                   | Fecha 1                 | Fecha 1       | Fecha 1 |
| Local                 | Resultado | Visita                    | Estadio                 | Fecha         | Hora    |
| --------------------- | --------- | ------------------------- | ----------------------- | ------------- | ------- |
| Cobreloa              | 2 - 1     | San Marcos de Arica       | Zorros del Desierto     | 10 de febrero | 18:30   |
| Deportes Iquique      | 3 - 0     | Deportes Antofagasta      | Tierra de Campeones     | 11 de febrero | 18:00   |
| Deportes Puerto Montt | 0 - 0     | Deportes Temuco           | Chinquihue              | 11 de febrero | 18:00   |
| Deportes Recoleta     | 0 - 1     | Deportes La Serena        | Leonel Sánchez          | 13 de febrero | 18:00   |
| Santiago Wanderers    | 0 - 0     | Deportes Santa Cruz       | Elías Figueroa          | 13 de febrero | 18:00   |
| Santiago Morning      | 5 - 1     | Barnechea                 | Municipal de La Pintana | 14 de febrero | 18:00   |
| Unión San Felipe      | 1 - 3     | San Luis de Quillota      | Javier Muñoz            | 14 de febrero | 20:30   |
| Rangers               | 1 - 0     | Universidad de Concepción | Fiscal de Talca         | 2 de abril    | 16:30   |

| Fecha 2                   | Fecha 2   | Fecha 2               | Fecha 2             | Fecha 2       | Fecha 2 |
| Local                     | Resultado | Visita                | Estadio             | Fecha         | Hora    |
| ------------------------- | --------- | --------------------- | ------------------- | ------------- | ------- |
| San Marcos de Arica       | 2 - 3     | Deportes Iquique      | Carlos Dittborn     | 17 de febrero | 20:30   |
| Deportes La Serena        | 3 - 1     | Santiago Wanderers    | La Portada          | 19 de febrero | 12:00   |
| Deportes Temuco           | 1 - 1     | Deportes Recoleta     | Germán Becker       | 20 de febrero | 20:30   |
| Deportes Santa Cruz       | 2 - 2     | Rangers               | Joaquín Muñoz       | 20 de febrero | 20:30   |
| Barnechea                 | 2 - 0     | Unión San Felipe      | Joaquín Muñoz       | 21 de febrero | 18:00   |
| San Luis de Quillota      | 1 - 0     | Santiago Morning      | Lucio Fariña        | 21 de febrero | 20:30   |
| Cobreloa                  | 1 - 4     | Deportes Antofagasta  | Zorros del Desierto | 2 de abril    | 19:00   |
| Universidad de Concepción | 2 - 0     | Deportes Puerto Montt | Ester Roa           | 12 de junio   | 19:30   |

| Fecha 3             | Fecha 3   | Fecha 3                   | Fecha 3                 | Fecha 3       | Fecha 3 |
| Local               | Resultado | Visita                    | Estadio                 | Fecha         | Hora    |
| ------------------- | --------- | ------------------------- | ----------------------- | ------------- | ------- |
| Rangers             | 1 - 2     | Deportes Temuco           | Fiscal de Talca         | 25 de febrero | 18:00   |
| Unión San Felipe    | 1 - 0     | Deportes Antofagasta      | Javier Muñoz            | 25 de febrero | 18:00   |
| Deportes Iquique    | 3 - 2     | San Luis de Quillota      | Tierra de Campeones     | 26 de febrero | 12:00   |
| Santiago Wanderers  | 3 - 1     | Deportes Puerto Montt     | Elías Figueroa          | 26 de febrero | 12:00   |
| Deportes Santa Cruz | 0 - 3     | Deportes La Serena        | Joaquín Muñoz           | 27 de febrero | 18:00   |
| Cobreloa            | 0 - 1     | Barnechea                 | Zorros del Desierto     | 27 de febrero | 18:00   |
| Deportes Recoleta   | 2 - 1     | Universidad de Concepción | Leonel Sánchez          | 28 de febrero | 18:00   |
| Santiago Morning    | 2 - 1     | San Marcos de Arica       | Municipal de La Pintana | 28 de febrero | 18:00   |

| Fecha 4                   | Fecha 4   | Fecha 4             | Fecha 4                   | Fecha 4    | Fecha 4 |
| Local                     | Resultado | Visita              | Estadio                   | Fecha      | Hora    |
| ------------------------- | --------- | ------------------- | ------------------------- | ---------- | ------- |
| Santiago Wanderers        | 1 - 1     | Deportes Recoleta   | Elías Figueroa            | 4 de marzo | 12:00   |
| San Marcos de Arica       | 0 - 2     | Unión San Felipe    | Carlos Dittborn           | 4 de marzo | 12:00   |
| Universidad de Concepción | 0 - 1     | Deportes Santa Cruz | Ester Roa                 | 5 de marzo | 12:00   |
| Deportes Antofagasta      | 1 - 0     | Santiago Morning    | Zorros del Desierto       | 5 de marzo | 18:00   |
| Deportes La Serena        | 0 - 0     | Rangers             | La Portada                | 6 de marzo | 18:00   |
| Deportes Puerto Montt     | 0 - 0     | Cobreloa            | Chinquihue                | 6 de marzo | 18:00   |
| Barnechea                 | 0 - 0     | Deportes Iquique    | Municipal de Lo Barnechea | 6 de marzo | 20:30   |
| San Luis de Quillota      | 1 - 0     | Deportes Temuco     | Lucio Fariña              | 6 de marzo | 20:30   |

| Fecha 5              | Fecha 5   | Fecha 5                   | Fecha 5                 | Fecha 5     | Fecha 5 |
| Local                | Resultado | Visita                    | Estadio                 | Fecha       | Hora    |
| -------------------- | --------- | ------------------------- | ----------------------- | ----------- | ------- |
| Deportes Recoleta    | 1 - 1     | San Marcos de Arica       | Leonel Sánchez          | 10 de marzo | 18:00   |
| Deportes Temuco      | 2 - 0     | Deportes La Serena        | Germán Becker           | 11 de marzo | 18:00   |
| Rangers              | 1 - 1     | Deportes Antofagasta      | Fiscal de Talca         | 12 de marzo | 20:15   |
| Deportes Iquique     | 1 - 1     | Deportes Puerto Montt     | Tierra de Campeones     | 12 de marzo | 21:30   |
| Santiago Morning     | 2 - 1     | Unión San Felipe          | Municipal de La Pintana | 14 de marzo | 18:00   |
| Cobreloa             | 2 - 1     | Universidad de Concepción | Zorros del Desierto     | 14 de marzo | 18:00   |
| Deportes Santa Cruz  | 1 - 0     | Barnechea                 | Joaquín Muñoz           | 14 de marzo | 20:30   |
| San Luis de Quillota | 2 - 0     | Santiago Wanderers        | Lucio Fariña            | 14 de marzo | 20:30   |

| Fecha 6                   | Fecha 6   | Fecha 6              | Fecha 6                   | Fecha 6     | Fecha 6 |
| Local                     | Resultado | Visita               | Estadio                   | Fecha       | Hora    |
| ------------------------- | --------- | -------------------- | ------------------------- | ----------- | ------- |
| Deportes La Serena        | 1 - 0     | Cobreloa             | La Portada                | 19 de marzo | 12:00   |
| Deportes Antofagasta      | 3 - 0     | Deportes Recoleta    | Zorros del Desierto       | 19 de marzo | 18:00   |
| Santiago Morning          | 0 - 1     | Deportes Temuco      | Municipal de La Pintana   | 19 de marzo | 18:00   |
| Barnechea                 | 1 - 2     | Rangers              | Municipal de Lo Barnechea | 20 de marzo | 18:00   |
| Universidad de Concepción | 1 - 1     | Deportes Iquique     | Ester Roa                 | 20 de marzo | 18:00   |
| Deportes Puerto Montt     | 1 - 2     | Deportes Santa Cruz  | Chinquihue                | 20 de marzo | 20:30   |
| San Marcos de Arica       | 1 - 0     | San Luis de Quillota | Carlos Dittborn           | 20 de marzo | 20:30   |
| Santiago Wanderers        | 3 - 2     | Unión San Felipe     | Elías Figueroa            | 21 de marzo | 18:00   |

| Fecha 7              | Fecha 7   | Fecha 7                   | Fecha 7             | Fecha 7     | Fecha 7 |
| Local                | Resultado | Visita                    | Estadio             | Fecha       | Hora    |
| -------------------- | --------- | ------------------------- | ------------------- | ----------- | ------- |
| Deportes Recoleta    | 0 - 1     | Deportes Puerto Montt     | Leonel Sánchez      | 25 de marzo | 18:00   |
| Deportes Iquique     | 1 - 2     | Unión San Felipe          | Tierra de Campeones | 26 de marzo | 12:00   |
| San Luis de Quillota | 3 - 1     | Deportes Antofagasta      | Lucio Fariña        | 26 de marzo | 18:00   |
| Deportes Temuco      | 3 - 2     | Barnechea                 | Germán Becker       | 26 de marzo | 18:00   |
| Cobreloa             | 2 - 0     | Santiago Wanderers        | Zorros del Desierto | 26 de marzo | 20:30   |
| Deportes Santa Cruz  | 1 - 1     | Santiago Morning          | Joaquín Muñoz       | 26 de marzo | 20:30   |
| Rangers              | 4 - 2     | San Marcos de Arica       | Fiscal de Talca     | 27 de marzo | 18:00   |
| Deportes La Serena   | 1 - 0     | Universidad de Concepción | La Portada          | 27 de marzo | 18:00   |

| Fecha 8                   | Fecha 8   | Fecha 8              | Fecha 8                 | Fecha 8     | Fecha 8 |
| Local                     | Resultado | Visita               | Estadio                 | Fecha       | Hora    |
| ------------------------- | --------- | -------------------- | ----------------------- | ----------- | ------- |
| Deportes Recoleta         | 1 - 1     | Deportes Iquique     | Leonel Sánchez          | 14 de abril | 12:30   |
| Deportes Puerto Montt     | 0 - 1     | San Luis de Quillota | Chinquihue              | 15 de abril | 12:00   |
| Universidad de Concepción | 2 - 1     | Barnechea            | Ester Roa               | 15 de abril | 18:00   |
| Deportes Antofagasta      | 1 - 0     | Deportes Santa Cruz  | Zorros del Desierto     | 15 de abril | 18:00   |
| Santiago Wanderers        | 0 - 1     | Rangers              | Elías Figueroa          | 16 de abril | 18:00   |
| Unión San Felipe          | 1 - 1     | Deportes Temuco      | Javier Muñoz            | 16 de abril | 18:00   |
| Santiago Morning          | 0 - 2     | Cobreloa             | Municipal de La Pintana | 17 de abril | 15:30   |
| San Marcos de Arica       | 2 - 1     | Deportes La Serena   | Carlos Dittborn         | 17 de abril | 18:00   |

| Fecha 9                   | Fecha 9   | Fecha 9              | Fecha 9                   | Fecha 9     | Fecha 9 |
| Local                     | Resultado | Visita               | Estadio                   | Fecha       | Hora    |
| ------------------------- | --------- | -------------------- | ------------------------- | ----------- | ------- |
| San Luis de Quillota      | 1 - 1     | Deportes Recoleta    | Lucio Fariña              | 21 de abril | 20:30   |
| Barnechea                 | 2 - 0     | Deportes Antofagasta | Municipal de Lo Barnechea | 22 de abril | 12:00   |
| Rangers                   | 1 - 3     | Unión San Felipe     | Fiscal de Talca           | 22 de abril | 12:30   |
| Deportes Puerto Montt     | 1 - 2     | Deportes La Serena   | Chinquihue                | 22 de abril | 16:30   |
| Deportes Iquique          | 2 - 2     | Santiago Morning     | Tierra de Campeones       | 23 de abril | 12:30   |
| Deportes Santa Cruz       | 1 - 1     | Cobreloa             | Joaquín Muñoz             | 23 de abril | 12:30   |
| Deportes Temuco           | 1 - 1     | San Marcos de Arica  | Germán Becker             | 23 de abril | 12:30   |
| Universidad de Concepción | 0 - 2     | Santiago Wanderers   | Ester Roa                 | 24 de abril | 18:00   |

| Fecha 10              | Fecha 10  | Fecha 10                  | Fecha 10                   | Fecha 10    | Fecha 10 |
| Local                 | Resultado | Visita                    | Estadio                    | Fecha       | Hora     |
| --------------------- | --------- | ------------------------- | -------------------------- | ----------- | -------- |
| Deportes Recoleta     | 2 - 1     | Deportes Santa Cruz       | Leonel Sánchez             | 28 de abril | 15:00    |
| Deportes Antofagasta  | 6 - 0     | Deportes Temuco           | Zorros del Desierto        | 29 de abril | 15:00    |
| Deportes Puerto Montt | 1 - 0     | Rangers                   | Chinquihue                 | 30 de abril | 12:00    |
| Santiago Wanderers    | 2 - 0     | Santiago Morning          | Elías Figueroa             | 30 de abril | 15:30    |
| Barnechea             | 0 - 0     | San Luis de Quillota      | Bicentenario de La Florida | 30 de abril | 20:30    |
| Unión San Felipe      | 1 - 1     | Deportes La Serena        | Javier Muñoz               | 3 de mayo   | 18:00    |
| San Marcos de Arica   | 5 - 0     | Universidad de Concepción | Carlos Dittborn            | 3 de mayo   | 20:30    |
| Cobreloa              | 1 - 0     | Deportes Iquique          | Zorros del Desierto        | 3 de mayo   | 20:30    |

| Fecha 11                  | Fecha 11  | Fecha 11             | Fecha 11            | Fecha 11   | Fecha 11 |
| Local                     | Resultado | Visita               | Estadio             | Fecha      | Hora     |
| ------------------------- | --------- | -------------------- | ------------------- | ---------- | -------- |
| Deportes Puerto Montt     | 1 - 0     | Santiago Morning     | Chinquihue          | 9 de mayo  | 12:00    |
| Santiago Wanderers        | 1 - 1     | San Marcos de Arica  | Nicolás Chahuán     | 10 de mayo | 15:30    |
| Rangers                   | 2 - 1     | San Luis de Quillota | Fiscal de Talca     | 10 de mayo | 19:00    |
| Deportes La Serena        | 4 - 2     | Barnechea            | La Portada          | 11 de mayo | 18:00    |
| Cobreloa                  | 3 - 0     | Deportes Recoleta    | Zorros del Desierto | 11 de mayo | 18:00    |
| Deportes Temuco           | 2 - 1     | Deportes Iquique     | Germán Becker       | 11 de mayo | 18:00    |
| Universidad de Concepción | 1 - 3     | Deportes Antofagasta | Ester Roa           | 11 de mayo | 18:00    |
| Deportes Santa Cruz       | 0 - 2     | Unión San Felipe     | Joaquín Muñoz       | 12 de mayo | 20:00    |

| Fecha 12             | Fecha 12  | Fecha 12                  | Fecha 12                  | Fecha 12   | Fecha 12 |
| Local                | Resultado | Visita                    | Estadio                   | Fecha      | Hora     |
| -------------------- | --------- | ------------------------- | ------------------------- | ---------- | -------- |
| San Marcos de Arica  | 2 - 0     | Deportes Puerto Montt     | Carlos Dittborn           | 13 de mayo | 21:00    |
| Santiago Morning     | 2 - 1     | Rangers                   | Municipal de La Pintana   | 15 de mayo | 15:30    |
| Deportes Temuco      | 2 - 1     | Universidad de Concepción | Germán Becker             | 15 de mayo | 19:00    |
| Barnechea            | 1 - 0     | Deportes Recoleta         | Municipal de Lo Barnechea | 16 de mayo | 15:30    |
| Deportes Antofagasta | 0 - 1     | Santiago Wanderers        | Zorros del Desierto       | 16 de mayo | 15:30    |
| San Luis de Quillota | 4 - 1     | Deportes Santa Cruz       | Lucio Fariña              | 16 de mayo | 18:00    |
| Deportes Iquique     | 3 - 2     | Deportes La Serena        | Tierra de Campeones       | 16 de mayo | 20:30    |
| Unión San Felipe     | 2 - 2     | Cobreloa                  | Javier Muñoz              | 16 de mayo | 20:30    |

| Fecha 13                  | Fecha 13  | Fecha 13             | Fecha 13            | Fecha 13   | Fecha 13 |
| Local                     | Resultado | Visita               | Estadio             | Fecha      | Hora     |
| ------------------------- | --------- | -------------------- | ------------------- | ---------- | -------- |
| Deportes La Serena        | 2 - 2     | San Luis de Quillota | La Portada          | 20 de mayo | 12:30    |
| Deportes Puerto Montt     | 1 - 4     | Deportes Antofagasta | Chinquihue          | 21 de mayo | 12:30    |
| Deportes Recoleta         | 2 - 1     | Unión San Felipe     | Leonel Sánchez      | 21 de mayo | 15:00    |
| Cobreloa                  | 1 - 0     | Deportes Temuco      | Zorros del Desierto | 21 de mayo | 18:00    |
| Rangers                   | 1 - 4     | Deportes Iquique     | Fiscal de Talca     | 21 de mayo | 20:00    |
| Santiago Wanderers        | 1 - 1     | Barnechea            | Elías Figueroa      | 22 de mayo | 18:00    |
| Deportes Santa Cruz       | 1 - 0     | San Marcos de Arica  | Joaquín Muñoz       | 22 de mayo | 20:30    |
| Universidad de Concepción | 2 - 0     | Santiago Morning     | Ester Roa           | 22 de mayo | 20:30    |

| Fecha 14             | Fecha 14  | Fecha 14                  | Fecha 14                  | Fecha 14   | Fecha 14 |
| Local                | Resultado | Visita                    | Estadio                   | Fecha      | Hora     |
| -------------------- | --------- | ------------------------- | ------------------------- | ---------- | -------- |
| Barnechea            | 2 - 1     | Deportes Puerto Montt     | Municipal de Lo Barnechea | 27 de mayo | 12:00    |
| Rangers              | 1 - 2     | Deportes Recoleta         | Fiscal de Talca           | 27 de mayo | 15:00    |
| Deportes Temuco      | 2 - 1     | Santiago Wanderers        | Germán Becker             | 27 de mayo | 17:30    |
| San Luis de Quillota | 2 - 1     | Cobreloa                  | Lucio Fariña              | 27 de mayo | 20:00    |
| Deportes Iquique     | 1 - 0     | Deportes Santa Cruz       | Tierra de Campeones       | 28 de mayo | 12:30    |
| Deportes Antofagasta | 4 - 1     | San Marcos de Arica       | Zorros del Desierto       | 28 de mayo | 17:30    |
| Unión San Felipe     | 4 - 1     | Universidad de Concepción | Javier Muñoz              | 28 de mayo | 20:00    |
| Santiago Morning     | 0 - 3     | Deportes La Serena        | Municipal de La Pintana   | 29 de mayo | 17:00    |

| Fecha 15                  | Fecha 15  | Fecha 15             | Fecha 15            | Fecha 15   | Fecha 15 |
| Local                     | Resultado | Visita               | Estadio             | Fecha      | Hora     |
| ------------------------- | --------- | -------------------- | ------------------- | ---------- | -------- |
| San Marcos de Arica       | 3 - 1     | Barnechea            | Carlos Dittborn     | 1 de junio | 20:00    |
| Deportes Puerto Montt     | 1 - 1     | Unión San Felipe     | Chinquihue          | 3 de junio | 15:00    |
| Cobreloa                  | 2 - 0     | Rangers              | Zorros del Desierto | 3 de junio | 17:30    |
| Universidad de Concepción | 0 - 2     | San Luis de Quillota | Ester Roa           | 3 de junio | 20:00    |
| Deportes La Serena        | 1 - 1     | Deportes Antofagasta | La Portada          | 4 de junio | 12:30    |
| Deportes Recoleta         | 1 - 1     | Santiago Morning     | Leonel Sánchez      | 4 de junio | 15:00    |
| Santiago Wanderers        | 1 - 1     | Deportes Iquique     | Elías Figueroa      | 4 de junio | 17:30    |
| Deportes Santa Cruz       | 1 - 1     | Deportes Temuco      | Joaquín Muñoz       | 4 de junio | 20:00    |

### Segunda rueda
| Fecha 16                  | Fecha 16  | Fecha 16              | Fecha 16                  | Fecha 16    | Fecha 16 |
| Local                     | Resultado | Visita                | Estadio                   | Fecha       | Hora     |
| ------------------------- | --------- | --------------------- | ------------------------- | ----------- | -------- |
| Barnechea                 | 1 - 1     | Santiago Morning      | Municipal de Lo Barnechea | 15 de junio | 15:00    |
| Deportes Santa Cruz       | 1 - 2     | Santiago Wanderers    | Joaquín Muñoz             | 17 de junio | 17:30    |
| San Marcos de Arica       | 2 - 1     | Cobreloa              | Carlos Dittborn           | 17 de junio | 20:00    |
| Deportes Temuco           | 1 - 2     | Deportes Puerto Montt | Germán Becker             | 18 de junio | 12:30    |
| Deportes La Serena        | 1 - 0     | Deportes Recoleta     | La Portada                | 18 de junio | 15:00    |
| Deportes Antofagasta      | 2 - 3     | Deportes Iquique      | Zorros del Desierto       | 18 de junio | 17:30    |
| San Luis de Quillota      | 1 - 2     | Unión San Felipe      | Lucio Fariña              | 18 de junio | 20:00    |
| Universidad de Concepción | 3 - 2     | Rangers               | Ester Roa                 | 19 de junio | 19:00    |

| Fecha 17              | Fecha 17  | Fecha 17                  | Fecha 17            | Fecha 17    | Fecha 17 |
| Local                 | Resultado | Visita                    | Estadio             | Fecha       | Hora     |
| --------------------- | --------- | ------------------------- | ------------------- | ----------- | -------- |
| Deportes Iquique      | 2 - 1     | San Marcos de Arica       | Tierra de Campeones | 7 de julio  | 20:30    |
| Unión San Felipe      | 0 - 0     | Barnechea                 | Javier Muñoz        | 8 de julio  | 15:00    |
| Santiago Wanderers    | 2 - 1     | Deportes La Serena        | Elías Figueroa      | 8 de julio  | 15:00    |
| Deportes Puerto Montt | 1 - 2     | Universidad de Concepción | Chinquihue          | 8 de julio  | 15:00    |
| Deportes Recoleta     | 2 - 2     | Deportes Temuco           | Leonel Sánchez      | 9 de julio  | 12:30    |
| Deportes Antofagasta  | 2 - 1     | Cobreloa                  | Calvo y Bascuñán    | 9 de julio  | 12:30    |
| Rangers               | 2 - 1     | Deportes Santa Cruz       | Fiscal de Talca     | 9 de julio  | 15:00    |
| Santiago Morning      | 1 - 0     | San Luis de Quillota      | Lautaro de Buin     | 2 de agosto | 15:00    |

| Fecha 18                  | Fecha 18  | Fecha 18            | Fecha 18         | Fecha 18    | Fecha 18 |
| Local                     | Resultado | Visita              | Estadio          | Fecha       | Hora     |
| ------------------------- | --------- | ------------------- | ---------------- | ----------- | -------- |
| Universidad de Concepción | 1 - 1     | Deportes Recoleta   | Ester Roa        | 14 de julio | 19:30    |
| San Luis de Quillota      | 0 - 1     | Deportes Iquique    | Lucio Fariña     | 14 de julio | 19:30    |
| Barnechea                 | 1 - 1     | Cobreloa            | Lucio Fariña     | 15 de julio | 15:00    |
| Deportes Puerto Montt     | 0 - 2     | Santiago Wanderers  | Chinquihue       | 15 de julio | 15:00    |
| Deportes Temuco           | 3 - 0     | Rangers             | Germán Becker    | 15 de julio | 17:30    |
| San Marcos de Arica       | 2 - 2     | Santiago Morning    | Carlos Dittborn  | 15 de julio | 20:00    |
| Deportes Antofagasta      | 1 - 2     | Unión San Felipe    | Calvo y Bascuñán | 16 de julio | 15:00    |
| Deportes La Serena        | 0 - 3     | Deportes Santa Cruz | La Portada       | 17 de julio | 20:45    |

| Fecha 19            | Fecha 19  | Fecha 19                  | Fecha 19            | Fecha 19    | Fecha 19 |
| Local               | Resultado | Visita                    | Estadio             | Fecha       | Hora     |
| ------------------- | --------- | ------------------------- | ------------------- | ----------- | -------- |
| Deportes Iquique    | 2 - 3     | Barnechea                 | Tierra de Campeones | 21 de julio | 20:30    |
| Deportes Temuco     | 1 - 2     | San Luis de Quillota      | Germán Becker       | 22 de julio | 12:30    |
| Unión San Felipe    | 3 - 0     | San Marcos de Arica       | Javier Muñoz        | 22 de julio | 12:30    |
| Deportes Recoleta   | 4 - 1     | Santiago Wanderers        | Leonel Sánchez      | 22 de julio | 15:00    |
| Cobreloa            | 1 - 0     | Deportes Puerto Montt     | Zorros del Desierto | 23 de julio | 12:30    |
| Santiago Morning    | 1 - 2     | Deportes Antofagasta      | Lautaro de Buin     | 23 de julio | 12:30    |
| Rangers             | 0 - 2     | Deportes La Serena        | Fiscal de Talca     | 23 de julio | 15:00    |
| Deportes Santa Cruz | 1 - 1     | Universidad de Concepción | Joaquín Muñoz       | 24 de julio | 18:00    |

| Fecha 20                  | Fecha 20  | Fecha 20             | Fecha 20                  | Fecha 20    | Fecha 20 |
| Local                     | Resultado | Visita               | Estadio                   | Fecha       | Hora     |
| ------------------------- | --------- | -------------------- | ------------------------- | ----------- | -------- |
| San Marcos de Arica       | 3 - 2     | Deportes Recoleta    | Carlos Dittborn           | 28 de julio | 20:30    |
| Unión San Felipe          | 2 - 1     | Santiago Morning     | Javier Muñoz              | 29 de julio | 12:30    |
| Deportes Puerto Montt     | 2 - 2     | Deportes Iquique     | Chinquihue                | 29 de julio | 12:30    |
| Santiago Wanderers        | 0 - 0     | San Luis de Quillota | Elías Figueroa            | 29 de julio | 20:30    |
| Deportes Antofagasta      | 2 - 2     | Rangers              | Calvo y Bascuñán          | 30 de julio | 12:30    |
| Barnechea                 | 1 - 0     | Deportes Santa Cruz  | Municipal de Lo Barnechea | 30 de julio | 15:00    |
| Universidad de Concepción | 3 - 3     | Cobreloa             | Ester Roa                 | 31 de julio | 18:00    |
| Deportes La Serena        | 1 - 0     | Deportes Temuco      | La Portada                | 31 de julio | 20:30    |

| Fecha 21             | Fecha 21  | Fecha 21                  | Fecha 21            | Fecha 21    | Fecha 21 |
| Local                | Resultado | Visita                    | Estadio             | Fecha       | Hora     |
| -------------------- | --------- | ------------------------- | ------------------- | ----------- | -------- |
| Deportes Recoleta    | 0 - 1     | Deportes Antofagasta      | Leonel Sánchez      | 4 de agosto | 15:00    |
| Deportes Santa Cruz  | 1 - 0     | Deportes Puerto Montt     | Joaquín Muñoz       | 4 de agosto | 19:30    |
| Unión San Felipe     | 0 - 1     | Santiago Wanderers        | Javier Muñoz        | 5 de agosto | 12:30    |
| Cobreloa             | 1 - 0     | Deportes La Serena        | Zorros del Desierto | 5 de agosto | 17:30    |
| Rangers              | 1 - 0     | Barnechea                 | Fiscal de Talca     | 5 de agosto | 20:00    |
| Deportes Iquique     | 1 - 3     | Universidad de Concepción | Tierra de Campeones | 6 de agosto | 12:30    |
| Deportes Temuco      | 0 - 2     | Santiago Morning          | Germán Becker       | 6 de agosto | 17:30    |
| San Luis de Quillota | 2 - 3     | San Marcos de Arica       | Lucio Fariña        | 7 de agosto | 20:00    |

| Fecha 22                  | Fecha 22  | Fecha 22             | Fecha 22                  | Fecha 22     | Fecha 22 |
| Local                     | Resultado | Visita               | Estadio                   | Fecha        | Hora     |
| ------------------------- | --------- | -------------------- | ------------------------- | ------------ | -------- |
| Santiago Wanderers        | 2 - 0     | Cobreloa             | Elías Figueroa            | 9 de agosto  | 18:00    |
| Universidad de Concepción | 2 - 0     | Deportes La Serena   | Ester Roa                 | 11 de agosto | 19:30    |
| Barnechea                 | 1 - 2     | Deportes Temuco      | Municipal de Lo Barnechea | 12 de agosto | 12:30    |
| San Marcos de Arica       | 2 - 1     | Rangers              | Carlos Dittborn           | 12 de agosto | 12:30    |
| Santiago Morning          | 0 - 1     | Deportes Santa Cruz  | Lautaro de Buin           | 12 de agosto | 15:30    |
| Deportes Antofagasta      | 1 - 0     | San Luis de Quillota | Calvo y Bascuñán          | 13 de agosto | 12:30    |
| Deportes Puerto Montt     | 2 - 1     | Deportes Recoleta    | Chinquihue                | 13 de agosto | 12:30    |
| Unión San Felipe          | 1 - 1     | Deportes Iquique     | Javier Muñoz              | 13 de agosto | 15:00    |

| Fecha 23             | Fecha 23  | Fecha 23                  | Fecha 23                  | Fecha 23         | Fecha 23 |
| Local                | Resultado | Visita                    | Estadio                   | Fecha            | Hora     |
| -------------------- | --------- | ------------------------- | ------------------------- | ---------------- | -------- |
| Deportes La Serena   | 1 - 1     | San Marcos de Arica       | La Portada                | 19 de agosto     | 17:30    |
| San Luis de Quillota | 0 - 0     | Deportes Puerto Montt     | Lucio Fariña              | 19 de agosto     | 20:00    |
| Barnechea            | 2 - 0     | Universidad de Concepción | Municipal de Lo Barnechea | 20 de agosto     | 12:30    |
| Deportes Temuco      | 2 - 1     | Unión San Felipe          | Germán Becker             | 20 de agosto     | 12:30    |
| Deportes Iquique     | 2 - 1     | Deportes Recoleta         | Tierra de Campeones       | 20 de agosto     | 20:30    |
| Cobreloa             | 2 - 1     | Santiago Morning          | Zorros del Desierto       | 13 de septiembre | 18:30    |
| Deportes Santa Cruz  | 1 - 0     | Deportes Antofagasta      | Joaquín Muñoz             | 14 de septiembre | 18:00    |
| Rangers              | 0 - 0     | Santiago Wanderers        | Fiscal Manuel Moya        | 27 de septiembre | 15:00    |

| Fecha 24             | Fecha 24  | Fecha 24                  | Fecha 24            | Fecha 24         | Fecha 24 |
| Local                | Resultado | Visita                    | Estadio             | Fecha            | Hora     |
| -------------------- | --------- | ------------------------- | ------------------- | ---------------- | -------- |
| Unión San Felipe     | 4 - 1     | Rangers                   | Javier Muñoz        | 26 de agosto     | 12:30    |
| Deportes La Serena   | 1 - 2     | Deportes Puerto Montt     | La Portada          | 27 de agosto     | 12:30    |
| Deportes Antofagasta | 2 - 0     | Barnechea                 | Calvo y Bascuñán    | 27 de agosto     | 12:30    |
| Santiago Morning     | 0 - 3     | Deportes Iquique          | Lautaro de Buin     | 27 de agosto     | 15:00    |
| Deportes Recoleta    | 2 - 3     | San Luis de Quillota      | Leonel Sánchez      | 27 de agosto     | 15:00    |
| Santiago Wanderers   | 1 - 1     | Universidad de Concepción | Elías Figueroa      | 27 de agosto     | 17:30    |
| San Marcos de Arica  | 1 - 2     | Deportes Temuco           | Carlos Dittborn     | 27 de agosto     | 20:00    |
| Cobreloa             | 2 - 0     | Deportes Santa Cruz       | Zorros del Desierto | 21 de septiembre | 18:30    |

| Fecha 25                  | Fecha 25  | Fecha 25              | Fecha 25            | Fecha 25        | Fecha 25 |
| Local                     | Resultado | Visita                | Estadio             | Fecha           | Hora     |
| ------------------------- | --------- | --------------------- | ------------------- | --------------- | -------- |
| Santiago Morning          | 0 - 0     | Santiago Wanderers    | Lautaro de Buin     | 1 de septiembre | 15:30    |
| Rangers                   | 3 - 1     | Deportes Puerto Montt | Fiscal Manuel Moya  | 2 de septiembre | 12:00    |
| Deportes Santa Cruz       | 1 - 1     | Deportes Recoleta     | Joaquín Muñoz       | 2 de septiembre | 18:00    |
| San Luis de Quillota      | 2 - 2     | Barnechea             | Lucio Fariña        | 2 de septiembre | 20:30    |
| Deportes Temuco           | 2 - 1     | Deportes Antofagasta  | Germán Becker       | 3 de septiembre | 12:30    |
| Deportes Iquique          | 2 - 2     | Cobreloa              | Tierra de Campeones | 3 de septiembre | 20:00    |
| Universidad de Concepción | 2 - 1     | San Marcos de Arica   | Ester Roa           | 4 de septiembre | 19:30    |
| Deportes La Serena        | 2 - 0     | Unión San Felipe      | La Portada          | 5 de septiembre | 19:00    |

| Fecha 26             | Fecha 26  | Fecha 26                  | Fecha 26            | Fecha 26         | Fecha 26 |
| Local                | Resultado | Visita                    | Estadio             | Fecha            | Hora     |
| -------------------- | --------- | ------------------------- | ------------------- | ---------------- | -------- |
| Deportes Recoleta    | 1 - 2     | Cobreloa                  | Leonel Sánchez      | 8 de septiembre  | 12:30    |
| Santiago Morning     | 2 - 2     | Deportes Puerto Montt     | Lautaro de Buin     | 8 de septiembre  | 15:00    |
| San Luis de Quillota | 0 - 0     | Rangers                   | Lucio Fariña        | 9 de septiembre  | 17:30    |
| Deportes Iquique     | 1 - 1     | Deportes Temuco           | Tierra de Campeones | 9 de septiembre  | 20:00    |
| Deportes Antofagasta | 3 - 1     | Universidad de Concepción | Calvo y Bascuñán    | 10 de septiembre | 12:30    |
| Unión San Felipe     | 0 - 0     | Deportes Santa Cruz       | Javier Muñoz        | 10 de septiembre | 15:00    |
| Barnechea            | 4 - 3     | Deportes La Serena        | Lucio Fariña        | 10 de septiembre | 17:30    |
| San Marcos de Arica  | 1 - 2     | Santiago Wanderers        | Carlos Dittborn     | 10 de septiembre | 20:00    |

| Fecha 27                  | Fecha 27  | Fecha 27             | Fecha 27            | Fecha 27         | Fecha 27 |
| Local                     | Resultado | Visita               | Estadio             | Fecha            | Hora     |
| ------------------------- | --------- | -------------------- | ------------------- | ---------------- | -------- |
| Rangers                   | 0 - 2     | Santiago Morning     | Fiscal Manuel Moya  | 22 de septiembre | 15:30    |
| Universidad de Concepción | 1 - 1     | Deportes Temuco      | Ester Roa           | 22 de septiembre | 18:00    |
| Deportes Recoleta         | 1 - 2     | Barnechea            | Leonel Sánchez      | 23 de septiembre | 12:30    |
| Deportes La Serena        | 0 - 3     | Deportes Iquique     | La Portada          | 23 de septiembre | 15:00    |
| Cobreloa                  | 1 - 0     | Unión San Felipe     | Zorros del Desierto | 24 de septiembre | 12:30    |
| Santiago Wanderers        | 3 - 0     | Deportes Antofagasta | Nicolás Chahuán     | 24 de septiembre | 12:30    |
| Deportes Puerto Montt     | 1 - 1     | San Marcos de Arica  | Chinquihue          | 24 de septiembre | 12:30    |
| Deportes Santa Cruz       | 1 - 1     | San Luis de Quillota | Joaquín Muñoz       | 26 de septiembre | 19:00    |

| Fecha 28             | Fecha 28  | Fecha 28                  | Fecha 28            | Fecha 28         | Fecha 28 |
| Local                | Resultado | Visita                    | Estadio             | Fecha            | Hora     |
| -------------------- | --------- | ------------------------- | ------------------- | ---------------- | -------- |
| Unión San Felipe     | 1 - 2     | Deportes Recoleta         | Javier Muñoz        | 30 de septiembre | 15:00    |
| Deportes Temuco      | 2 - 1     | Cobreloa                  | Germán Becker       | 30 de septiembre | 17:30    |
| Deportes Antofagasta | 1 - 1     | Deportes Puerto Montt     | Calvo y Bascuñán    | 1 de octubre     | 12:00    |
| Santiago Morning     | 3 - 1     | Universidad de Concepción | Lautaro de Buin     | 1 de octubre     | 15:00    |
| San Luis de Quillota | 5 - 0     | Deportes La Serena        | Lucio Fariña        | 1 de octubre     | 20:30    |
| Barnechea            | 0 - 1     | Santiago Wanderers        | Lucio Fariña        | 2 de octubre     | 19:00    |
| San Marcos de Arica  | 3 - 2     | Deportes Santa Cruz       | Carlos Dittborn     | 2 de octubre     | 21:30    |
| Deportes Iquique     | 1 - 2     | Rangers                   | Tierra de Campeones | 2 de octubre     | 21:30    |

| Fecha 29                  | Fecha 29  | Fecha 29             | Fecha 29            | Fecha 29     | Fecha 29 |
| Local                     | Resultado | Visita               | Estadio             | Fecha        | Hora     |
| ------------------------- | --------- | -------------------- | ------------------- | ------------ | -------- |
| Deportes La Serena        | 0 - 1     | Santiago Morning     | La Portada          | 8 de octubre | 17:30    |
| Universidad de Concepción | 0 - 0     | Unión San Felipe     | Ester Roa           | 8 de octubre | 17:30    |
| Deportes Recoleta         | 1 - 2     | Rangers              | Leonel Sánchez      | 9 de octubre | 12:30    |
| Deportes Puerto Montt     | 0 - 3     | Barnechea            | Chinquihue          | 9 de octubre | 12:30    |
| Cobreloa                  | 1 - 0     | San Luis de Quillota | Zorros del Desierto | 9 de octubre | 17:30    |
| Santiago Wanderers        | 1 - 0     | Deportes Temuco      | Nicolás Chahuán     | 9 de octubre | 17:30    |
| Deportes Santa Cruz       | 1 - 2     | Deportes Iquique     | Joaquín Muñoz       | 9 de octubre | 17:30    |
| San Marcos de Arica       | 4 - 3     | Deportes Antofagasta | Carlos Dittborn     | 9 de octubre | 17:30    |

| Fecha 30             | Fecha 30  | Fecha 30                  | Fecha 30            | Fecha 30      | Fecha 30 |
| Local                | Resultado | Visita                    | Estadio             | Fecha         | Hora     |
| -------------------- | --------- | ------------------------- | ------------------- | ------------- | -------- |
| Unión San Felipe     | 0 - 1     | Deportes Puerto Montt     | Javier Muñoz        | 14 de octubre | 17:00    |
| Santiago Morning     | 0 - 1     | Deportes Recoleta         | Lautaro de Buin     | 14 de octubre | 17:00    |
| Barnechea            | 3 - 3     | San Marcos de Arica       | Lucio Fariña        | 14 de octubre | 17:00    |
| San Luis de Quillota | 2 - 3     | Universidad de Concepción | Lucio Fariña        | 15 de octubre | 12:30    |
| Deportes Iquique     | 3 - 2     | Santiago Wanderers        | Tierra de Campeones | 15 de octubre | 12:30    |
| Deportes Temuco      | 2 - 1     | Deportes Santa Cruz       | Germán Becker       | 15 de octubre | 12:30    |
| Rangers              | 1 - 2     | Cobreloa (C)              | Fiscal de Talca     | 15 de octubre | 12:30    |
| Deportes Antofagasta | 0 - 1     | Deportes La Serena        | Calvo y Bascuñán    | 15 de octubre | 12:30    |

## Campeón
|           |
|           |
| Cobreloa  |
| 1° título |

## Play-Offs
En esta instancia, se enfrentarán los 7 equipos ubicados entre el 2.° y 8.° lugar de la tabla de posiciones, disputándose en partidos de ida y vuelta, una liguilla para definir el segundo ascendido a la Primera División, para la temporada 2024.
En cuartos se enfrentan los equipos ubicados entre el 3°. y 8°. lugar de la tabla de posiciones, y en Semifinal se incorpora el 2°. lugar de la tabla de posiciones.
|  | Cuartos                   | Cuartos | Cuartos               |   |                      | Semifinal | Semifinal | Semifinal |  |                    | Final | Final | Final |  |
|  |                           |         |                       |   |                      |           |           |           |  |                    |       |       |       |  |
|  |                           |         |                       |   |                      |           |           |           |  |                    |       |       |       |  |
|  | Deportes La Serena        | 1       | 0 (1)                 |   |                      |           |           |           |  |                    |       |       |       |  |
|  | Deportes La Serena        | 1       | 0 (1)                 |   |                      |           |           |           |  |                    |       |       |       |  |
|  | Deportes Temuco (p.)      | 0       | 1 (3)                 |   |                      |           |           |           |  |                    |       |       |       |  |
|  | Deportes Temuco (p.)      | 0       | 1 (3)                 |   | Deportes Temuco      | 2         | 0         |           |  |                    |       |       |       |  |
|  |                           |         |                       |   | Deportes Temuco      | 2         | 0         |           |  |                    |       |       |       |  |
|  |                           |         | Santiago Wanderers    | 3 | 1                    |           |           |           |  |                    |       |       |       |  |
|  | Unión San Felipe          | 2       | Santiago Wanderers    | 3 | 1                    | 0         |           |           |  |                    |       |       |       |  |
|  | Unión San Felipe          | 2       |                       |   |                      |           |           |           |  |                    |       |       |       |  |
|  | Santiago Wanderers        | 1       | 2                     |   |                      |           |           |           |  |                    |       |       |       |  |
|  | Santiago Wanderers        | 1       | 2                     |   |                      |           |           |           |  | Santiago Wanderers | 1     | 3 (2) |       |  |
|  |                           |         |                       |   |                      |           |           |           |  | Santiago Wanderers | 1     | 3 (2) |       |  |
|  |                           |         | Deportes Iquique (p.) | 1 | 3 (3)                |           |           |           |  |                    |       |       |       |  |
|  | San Luis de Quillota      | 1       | Deportes Iquique (p.) | 1 | 3 (3)                | 1 (5)     |           |           |  |                    |       |       |       |  |
|  | San Luis de Quillota      | 1       |                       |   |                      |           |           |           |  |                    |       |       |       |  |
|  | Deportes Antofagasta (p.) | 1       | 1 (6)                 |   |                      |           |           |           |  |                    |       |       |       |  |
|  | Deportes Antofagasta (p.) | 1       | 1 (6)                 |   | Deportes Antofagasta | 2         | 0         |           |  |                    |       |       |       |  |
|  |                           |         |                       |   | Deportes Antofagasta | 2         | 0         |           |  |                    |       |       |       |  |
|  |                           |         | Deportes Iquique      | 2 | 3                    |           |           |           |  |                    |       |       |       |  |
|  |                           |         | Deportes Iquique      | 2 | 3                    |           |           |           |  |                    |       |       |       |  |
|  |                           |         |                       |   |                      |           |           |           |  |                    |       |       |       |  |
|  |                           |         |                       |   |                      |           |           |           |  |                    |       |       |       |  |
|  |                           |         |                       |   |                      |           |           |           |  |                    |       |       |       |  |
|  |                           |         |                       |   |                      |           |           |           |  |                    |       |       |       |  |

## Estadísticas

### Goleadores
Actualizado al 10 de diciembre de 2023
| Jugador             | Equipo               | Goles |
| ------------------- | -------------------- | ----- |
| Rodrigo Contreras   | Deportes Antofagasta | 19    |
| Álvaro Ramos        | Deportes Iquique     | 18    |
| Luis Guerra         | Deportes Antofagasta | 17    |
| Juan Sánchez Sotelo | Deportes La Serena   | 17    |
| Humberto Suazo      | San Luis de Quillota | 17    |
| Lionel Altamirano   | Rangers              | 15    |
| Mario Briceño       | Unión San Felipe     | 14    |
| Ignacio Herrera     | Barnechea            | 12    |
| Luis Acevedo        | Deportes Temuco      | 12    |
| Josepablo Monreal   | Unión San Felipe     | 12    |
| Roberto Riveros     | Deportes Recoleta    | 11    |
| Gustavo Gotti       | Cobreloa             | 10    |
| Sebastián Parada    | San Luis de Quillota | 10    |
| Carlos Muñoz        | Santiago Wanderers   | 10    |

### Autogoles
Fecha de actualización: 26 de noviembre de 2023
| Autogoles          | Autogoles             | Autogoles                 | Autogoles | Autogoles          |
| Jugador            | Equipo                | Favorecido                | Anotado   | Fecha              |
| ------------------ | --------------------- | ------------------------- | --------- | ------------------ |
| Matías Carrera     | Deportes Iquique      | San Luis de Quillota      | 1         | 3°                 |
| Matías Torres      | Deportes Puerto Montt | Santiago Wanderers        | 1         | 3°                 |
| Claudio Meneses    | Santiago Wanderers    | Deportes Recoleta         | 1         | 4°                 |
| Bruno Valdez       | Deportes Recoleta     | Unión San Felipe          | 1         | 13°                |
| Richard Monges     | Deportes Puerto Montt | Universidad de Concepción | 1         | 2° (Pendiente)     |
| Esteban Carvajal   | Deportes Iquique      | Barnechea                 | 1         | 19°                |
| Alejandro Delfino  | Deportes Recoleta     | San Marcos de Arica       | 1         | 20°                |
| Andrés Barboza     | Santiago Wanderers    | Universidad de Concepción | 1         | 24°                |
| Jeriberth Carrasco | San Luis de Quillota  | Cobreloa                  | 1         | 29°                |
| Jesús Pino         | Deportes Santa Cruz   | Deportes Iquique          | 1         | 29°                |
| Ignacio Meza       | Unión San Felipe      | Santiago Wanderers        | 1         | Cuartos Liguilla   |
| Pablo Heredia      | Unión San Felipe      | Santiago Wanderers        | 1         | Cuartos Liguilla   |
| Bruno Liuzzi       | Deportes Antofagasta  | Deportes Iquique          | 1         | Semifinal Liguilla |

### Hat-Tricks & Pókers
| Fecha      | Jugador           | Goles | Partido                                        |
| ---------- | ----------------- | ----- | ---------------------------------------------- |
| 27/03/2023 | Lionel Altamirano | 3     | Rangers vs. San Marcos de Arica                |
| 29/04/2023 | Rodrigo Contreras | 3     | Deportes Antofagasta vs. Deportes Temuco       |
| 29/04/2023 | Luis Guerra       | 3     | Deportes Antofagasta vs. Deportes Temuco       |
| 21/05/2023 | Luis Guerra       | 3     | Deportes Puerto Montt vs. Deportes Antofagasta |
| 28/05/2023 | Mario Briceño     | 3     | Unión San Felipe vs. Universidad de Concepción |
| 15/07/2023 | Fabián Núñez      | 3     | Deportes Temuco vs. Rangers                    |
| 14/10/2023 | Ignacio Herrera   | 3     | Barnechea vs. San Marcos de Arica              |

## Entrenadores
| Equipo                | Entrenador        | Período          |
| --------------------- | ----------------- | ---------------- |
| Santiago Morning      | Cristián Muñoz    | 1.° - 12.°       |
| Santiago Morning      | Claudio Rojas     | 13.° - 15.°      |
| Santiago Morning      | Luis Marcoleta    | 16.° en adelante |
| Unión San Felipe      | Germán Cavalieri  | 1.° - 12.°       |
| Unión San Felipe      | Miguel Sánchez    | 13.°             |
| Unión San Felipe      | Juan López        | 14.° - 30.°      |
| Unión San Felipe      | Víctor Rivero     | Play-Offs        |
| Deportes Temuco       | Juan Ribera       | 1.° - 14.°       |
| Deportes Temuco       | Román Cuello      | 15.° en adelante |
| Deportes Santa Cruz   | Fabián Marzuca    | 1.° - 16.°       |
| Deportes Santa Cruz   | Hernán Peña       | 17.° en adelante |
| Deportes Puerto Montt | Erwin Durán       | 1.° - 18.°       |
| Deportes Puerto Montt | Felipe Cornejo    | 19.° en adelante |
| Rangers               | Dalcio Giovagnoli | 1.° - 24.°       |
| Rangers               | Germán Cavalieri  | 25.° en adelante |
| Deportes Recoleta     | Felipe Núñez      | 1.° - 25.°       |
| Deportes Recoleta     | Luis Landeros     | 26.° en adelante |
| San Marcos de Arica   | Francisco Arrué   | 1.° - 26.º       |
| San Marcos de Arica   | Víctor Barría     | 27.º en adelante |

## Regla del U-21
| Equipo                    | m.req | m.dis | m.pen | %       |
| ------------------------- | ----- | ----- | ----- | ------- |
| Barnechea                 | 1.890 | 2.632 | 0     | 139,25% |
| Cobreloa                  | 1.890 | 2.432 | 0     | 128,67% |
| Deportes Antofagasta      | 1.890 | 2.380 | 0     | 125,92% |
| Deportes Iquique          | 1.890 | 1.901 | 0     | 100,58% |
| Deportes La Serena        | 1.890 | 2.526 | 0     | 133,65% |
| Deportes Puerto Montt     | 1.890 | 1.980 | 0     | 104,76% |
| Deportes Recoleta         | 1.890 | 2.907 | 0     | 153,80% |
| Deportes Santa Cruz       | 1.890 | 2.163 | 0     | 114,44% |
| Deportes Temuco           | 1.890 | 2.353 | 0     | 124,49% |
| Rangers                   | 1.890 | 1.980 | 0     | 104,76% |
| San Luis de Quillota      | 1.890 | 2.020 | 0     | 106,87% |
| San Marcos de Arica       | 1.890 | 1.910 | 0     | 101,05% |
| Santiago Morning          | 1.890 | 2.431 | 0     | 128,62% |
| Santiago Wanderers        | 1.890 | 3.131 | 0     | 165,66% |
| Unión San Felipe          | 1.890 | 2.697 | 0     | 142,69% |
| Universidad de Concepción | 1.890 | 1.947 | 0     | 103,01% |
| Actualizado - Fecha 30    |       |       |       |         |